# Koppány (Árpádovec)
Koppány, pripadnik dinastije Árpádovcev, v času smrti velikega kneza Géze njegov najstarejši bližnji sorodnik. * 950, † 998. 
Ko je Géza umrl je Gézin sin Štefan I. sklical najuglednejše vodje v Esztergom, kjer so ga razglasili za kneza. To je bilo v skladu z evropskimi pravili o nasledstvu, obenem pa v nasprotju s starimi madžarskimi običaji. Koppány je bil Gézin bližnji sorodnik in je vladal kot gospodar jugozahodne Šomodske pokrajine.  Kot najstarejšemu bližnjemu sorodniku bi mu po starem načelu nasledstva morala pripasti knežja oblast. Za to načelo so se zavzemali tudi madžarski pogani, ki so nasprotovali pokristjanjevanju, zato so v boju za oblast podprli Koppányja. Koppányjeva zahteva, da mu za ženo dodelijo Gézino vdovo in Štefanovo mater verjetno odraža pogansko institucijo levirata. Veliki knez Štefan se je leta 898 v spopadu s Koppányjem lahko oslonil na tedaj sodobno težko konjenico po nemškem zgledu, ki ji nomadski način bojevanja ni bil kos. Štefanova vojska je zato Koppányjevo šomodsko vojsko pognala v beg, kar naj bi se zgodilo nekje med Várpaloto in Veszprémom, sam Koppány pa je v bitki izgubil življenje. Njegovo telo so razčetverili in izobesili na grajska vrata štirih najpomembnejših gradov. Ti gradovi so bili: Veszprém, Győr, Fehérvár in pa Gyulafehérvár, ki je bil sedež transilvanskega gyule z imenom Gyula. S tem dejanjem je hotel Štefan I. ustrahovati svoje nasprotnike. Posledica Koppányjevega poraza je bila, da se je Štefan I. v sorazmerno hitrem času uspel utrditi na ogrskem prestolu in je že kmalu pridobil ogrsko kraljevsko krono.